# Вулиця Маркіяна Шашкевича (Тернопіль)

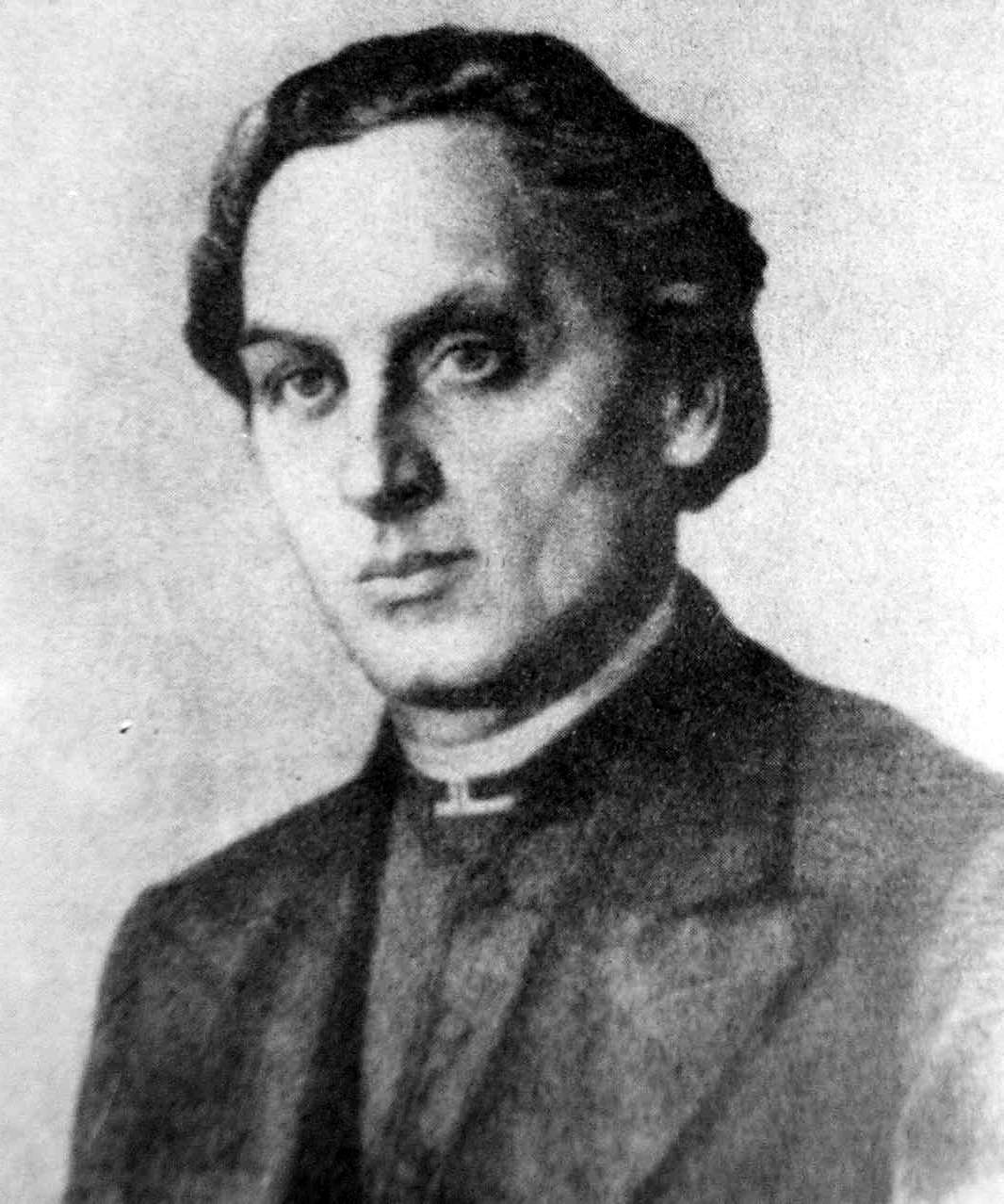
Маркіян Шашкевич

Вулиця Маркіяна Шашкевича — одна з вулиць в історичній частині міста Тернополя. Названа на честь відомого українського поета Маркіяна Шашкевича. Розташована майже паралельно до Михайла Паращука.

## Відомості
Розпочинається від вулиці Руської, пролягає на південь, перетинаючись з вулицею Старий Поділ, далі — в напрямку до вулиці Торговиця, на перехресті з якою закінчується.
Наприкінці 2016 року на ділянці від вул. Старий Поділ до вул. Торговиця розпочали комплексний капремонт (з облаштуванням інженерних комунікацій), частина проїзної частини вулиці була перекритою.

## Установи, організації
- Авіакаси
- Західна універсальна біржа (вул. Шашкевича, 3)[2]
- Інтер-телеком
- ПрАТ "Архітектурно-будівельна науково-проектно-виробнича корпорація по комплексній організації та регенерації середовища «Терно-КОРС» Української Академії Архітектури[3]
- Філія СК «Axa»

## Торгівля
- Магазини мереж «Пані Паляниця»,[4] «Родинна ковбаска»
- Ресторан «LOFT» (колишня «Піцерія Венеція»)
- Піцерія «Стара Піцерія»